# Lijst van voetbalinterlands Amerikaanse Maagdeneilanden - Guadeloupe
Deze lijst van voetbalinterlands is een overzicht van alle officiële voetbalwedstrijden tussen de nationale teams van de Amerikaanse Maagdeneilanden en Guadeloupe. De landen speelden tot op heden een keer tegen elkaar. Dat was een caribbean cup 2001 kwalificatie wedstrijd op 12 april 2001 in Port-au-Prince

## Wedstrijden
| № | Plaats         | Datum         | Competitie                      | Wedstrijd                                | Uitslag |
| - | -------------- | ------------- | ------------------------------- | ---------------------------------------- | ------- |
| 1 | Port-au-Prince | 12 april 2001 | Caribbean Cup 2001 kwalificatie | Guadeloupe – Amerikaanse Maagdeneilanden | 11 – 0  |

## Samenvatting
| Competitie                 | Totaal gespeeld | Winst Am. Maagdeneil. | Gelijk | Winst Guadeloupe | Doelsaldo Am. Maagdeneil. – Guadeloupe |
| -------------------------- | --------------- | --------------------- | ------ | ---------------- | -------------------------------------- |
| Caribbean Cup kwalificatie | 1               | 0                     | 0      | 1                | 0 − 11                                 |
| Totaal                     | 1               | 0                     | 0      | 1                | 0 − 11                                 |

USVI Soccer Federation · 
Vrouwenelftal van de Amerikaanse Maagdeneilanden
Interlands
Tegenstander:
Anguilla ·
Antigua en Barbuda ·
Aruba ·
Bahama's ·
Barbados ·
Bermuda ·
Britse Maagdeneilanden ·
Canada ·
Curaçao ·
Dominica ·
Dominicaanse Republiek ·
El Salvador ·
Grenada ·
Guyana ·
Haïti ·
Jamaica ·
Kaaimaneilanden ·
Montserrat ·
Saint Kitts en Nevis ·
Saint Lucia ·
Saint Vincent en de Grenadines ·
Turks- Caicoseilanden
Ligue Guadeloupéenne
de Football
Amerikaanse Maagdeneilanden ·
Anguilla ·
Antigua en Barbuda ·
Barbados ·
Britse Maagdeneilanden ·
Canada ·
Costa Rica ·
Cuba ·
Curaçao ·
Dominica ·
Dominicaanse Republiek ·
Frans-Guyana ·
Grenada ·
Guyana ·
Haïti ·
Honduras ·
Jamaica ·
Kaaimaneilanden ·
Martinique ·
Mayotte ·
Mexico ·
Nicaragua ·
Nieuw-Caledonië ·
Panama ·
Paraguay ·
Puerto Rico ·
Réunion ·
Saint-Barthélemy ·
Saint Kitts en Nevis ·
Saint Lucia ·
Saint-Pierre en Miquelon ·
Saint Vincent en de Grenadines ·
Sint-Maarten ·
Suriname ·
Tahiti ·
Trinidad en Tobago ·
Verenigde Staten